# Il-kanaat
Het Il-kanaat (of Ilkhanaat) (Perzisch: سلسله ایلخانی, Mongools: Ил Хаант Улс) was een van de vier delen van het Mongoolse Rijk. Het lag in het huidige Iran en delen van Irak, Afghanistan, Azerbeidzjan, Turkmenistan en Oezbekistan.

## Geschiedenis
De stichter van dit kanaat was Hülegü, de kleinzoon van de oorspronkelijke veroveraar Dzjengis Khan. De dynastie die met Hülegü begon heet Ilkhaniden. Dzjengis Khan had het gebied op de Khwarazmiden veroverd tussen 1219 en 1224. Toen Hülegü het bewind kreeg was zijn opdracht de moslimstaten tot aan Egypte te veroveren. Op weg naar Egypte, terwijl zijn leger in Palestina was, overleed khan Möngke, waarna de Mongolen zich terugtrokken. In de Slag bij Ain Jalut werden de Mongolen, onder aanvoering van Hülegü's generaal Ketboga, verslagen door de Egyptische mammelukken waardoor ze niet de gelegenheid kregen om Afrika binnen te trekken.
Na de dood van kan Möngke werd Koeblai Khan, de broer van Hülegü, de nieuwe kan. Il-kan betekent de "onderhorige kan" en Hülegü moest dus trouw beloven aan zijn broer. In 1256 werd hij de eerste leider van het Il-kanaat en zijn volgelingen zouden het rijk in stand houden tot 1338.
In 1258 slaagde Hülegü erin Bagdad te veroveren. Hij verwoestte de stad compleet en het Abbasidenkalifaat kwam hiermee aan zijn einde. Hülegü stichtte de stad Maragha in het noordwesten van het huidige Iran en maakte het tot zijn hoofdstad.
Zijn opvolgers, beginnend bij Teguder, bekeerden zich tot de (soennitische) islam.
Na de dood van kan Abu Sa'id in 1335 begon het rijk uiteen te vallen in kleinere staatjes.
De belangrijkste stam vormde de dynastie van de Jalayiriden. Timoer Lenk verenigde hen en kon een rijk op bouwen, dat voortborduurde op het Il-kanaat.

## Il-kans
- Hülegü (1256-1265)
- Abaqa (1265-1282)
- Teguder (1282-1284)
- Arghun (1284-1291)
- Gaikhatu (1291-1295)
- Bajdu (1295-1295)
- Ghazan (1295-1304)
- Öljeitü (1304-1316)
- Abu Sa'id (1316-1335)
- Arpa (1335-1336)
- Musa (1336-1337)
- Mohammed (1337-1338)

Achaemeniden (550 vchr-330 vchr) · Arsaciden (247 vchr-224 nchr) · Sassaniden (224-661) · Samaniden (819-999) · Tahiriden (821–873) · Saffariden (861–1002) · Il-kanaat (1256–1335) · Safawieden (1501–1736) · Afshariden (1736–1796) · Zand (1750–1794) · Kadjaren (1796–1925) · Pahlavi (1925–1979)